# Gir
|  | Per a altres significats, vegeu «rotació». |

Gir (Geer) és una serralada de muntanyes al Kathiawar, a l'estat de Gujarat, antiga presidència de Bombai, amb una llargada d'uns 65 km, iniciada a uns 32 km al nord-est de Diu. Està format per muntanyes i turons aïllats coberts de jungla. En aquestes muntanyes fou mantingut presoner el 1813 el capità Grant quan fou capturat pel bandit Flawwala, i hi va restar durant dos mesos i mig.